# 우치야마 리나
우치야마 리나(일본어: 内山理名 1981년 11월 7일 ~ )는 일본의 여배우이다. 가나가와현 출신.

## 작품
- 버스 스톱 (2000)
- Strawberry On the Shortcake (2001)
- 한도쿠!!! (2001)
- 사토라레 (サトラレ) (2001)
- 웨딩 플래너 ~Sweet Delivery~ (2002)
- 무사시 (2003)
- 굿 럭!! (2003)
- 모토카레 (2003)
- 기묘한이야기 고양이가보은(2006)
- 학생제군! (2007)